# 12482 Pajka
12482 Pajka este un asteroid din centura principală de asteroizi.

## Descriere
12482 Pajka este un asteroid din centura principală de asteroizi. A fost descoperit pe 23 martie 1997 la Modra de Adrián Galád și Alexander Pravda. Asteroidul prezintă o orbită caracterizată de o semiaxă mare de 2,42 ua, o excentricitate de 0,16 și o înclinație de 8,6° în raport cu ecliptica.